# 高千穂峡

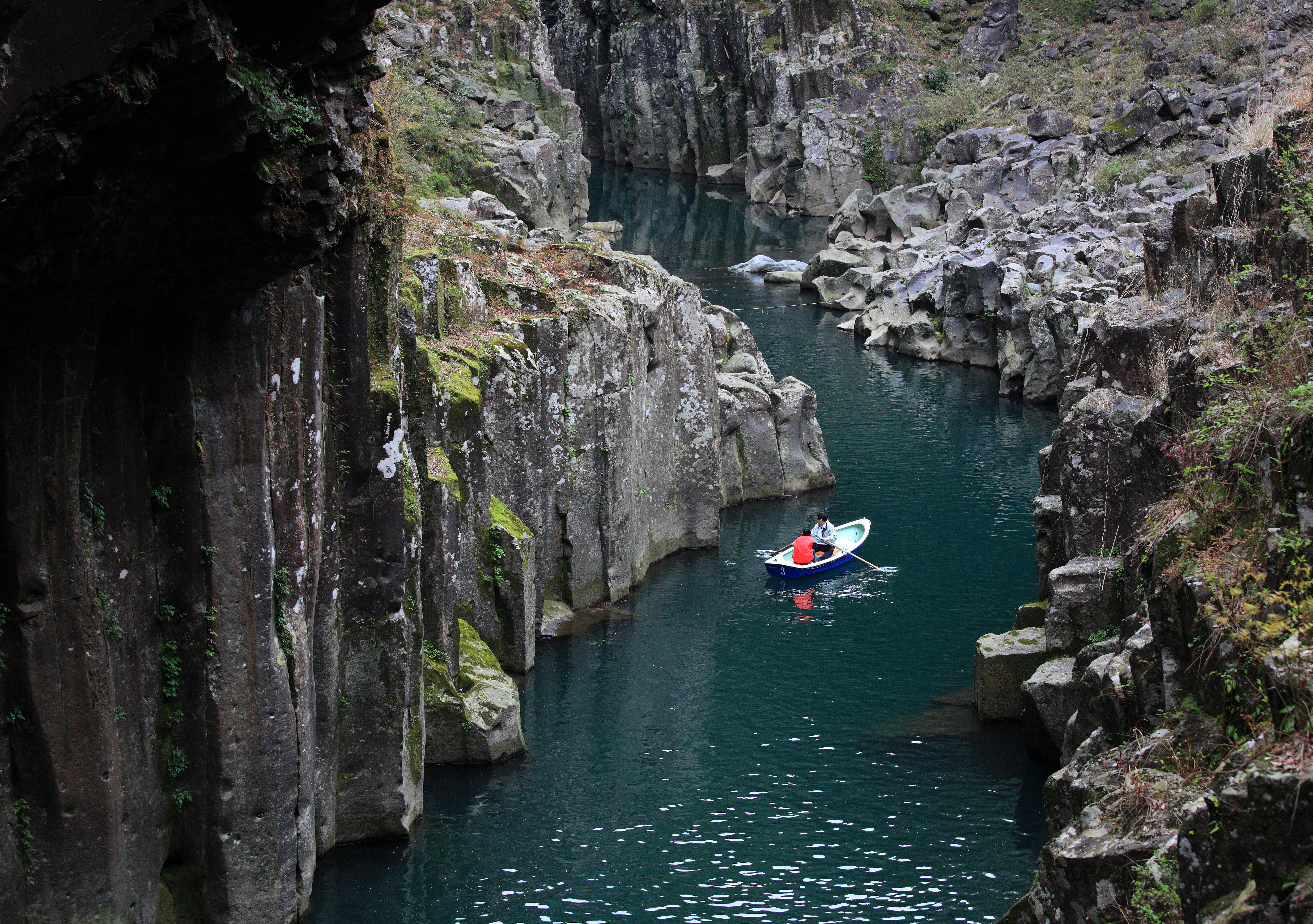
高千穂峡

高千穂峡（たかちほきょう）は、宮崎県西臼杵郡高千穂町三田井にある五ヶ瀬川にかかる峡谷。阿蘇山の南東25kmに位置する柱状節理が発達した深い谷である。
1934年（昭和9年）に「五箇瀬川峡谷（高千穂峡谷）」として国の名勝、天然記念物に指定されている。真名井の滝、玉垂の滝、あららぎの滝などが有名である。

## 概要
阿蘇山の噴火活動（火砕流）による堆積溶岩が急激に冷却され、それが五ヶ瀬川による浸食作用を受けて形成されたV字峡谷である。秩父帯のスレート・砂岩層を基盤とし、阿蘇山の約12万年前の噴出による火砕流堆積物が河谷下部を構成する。さらに高千穂峡遊歩道の上部には阿蘇山の約9万年前の噴出による火砕流堆積物がみられ、両者は溶結している。
断崖の高さは平均80m、高いところで100mにも達しており、これが東西7kmにわたり続いている。
昭和9年（1934年）11月10日に「五箇瀬川峡谷（高千穂峡谷）」として名勝、天然記念物に指定された。昭和40年（1965年）3月25日には祖母傾国定公園の一部に指定された。

## 真名井の滝
真名井の滝（まないのたき）は、高千穂峡のほぼ中央に位置する高さ17メートルの滝である。日本の滝百選の一つである。
神話によれば天村雲命（あめのむらくものみこと）という神が天孫降臨の際に、この地に水がなかったので水種を移した。これが天真名井として湧水し、滝となって流れ落ちているといわれている。
7月中旬から9月中旬の期間、午後10時まで滝周辺はライトアップされている。

## 観光
「真名井の滝」付近は峡谷に沿って遊歩道が整備されており、「真名井の滝」や「仙人の屏風岩」、「槍飛橋」などを観光しながら高千穂神社まで歩いていくことができる。なお、「槍飛橋」から高千穂神社までは、悪路ではないが階段状の山道がつづくので歩く場合は歩きやすい靴や服装の方が良い。
高千穂遊歩道（全長1km）は2022年（令和4年）の台風14号で一部区間が通行止めとなっていたが、2024年（令和6年）3月1日に約1年半ぶりに全面開放された。
峡谷は貸しボートで遊覧できるようになっており、峡谷に流れ落ちる日本の滝百選の一つである「真名井の滝」の至近まで近づくことが出来る。
夏には近くのお茶屋「千穂の家」でそうめん流しが楽しめる。

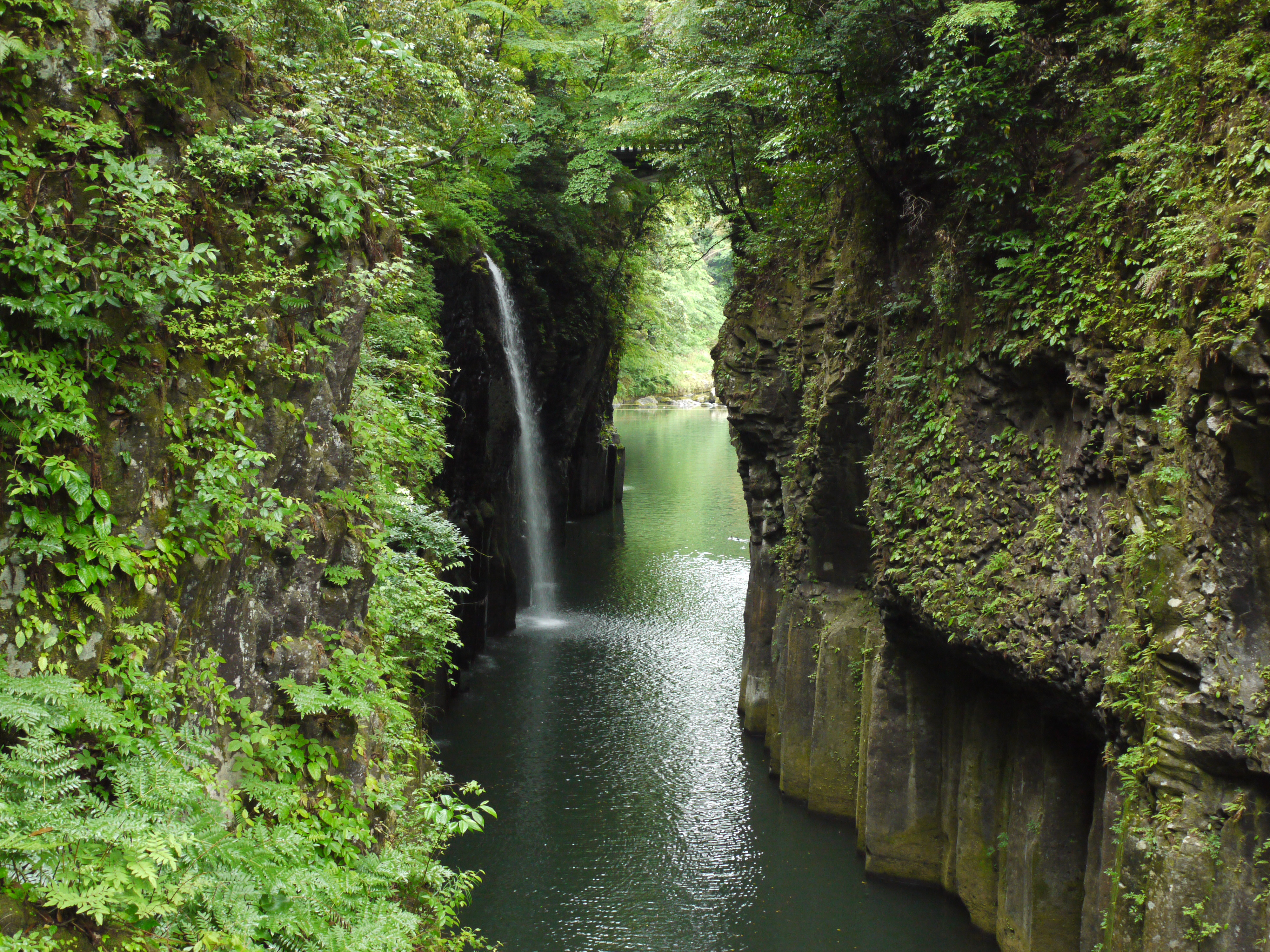
高千穂峡と真名井の滝（2011年5月）
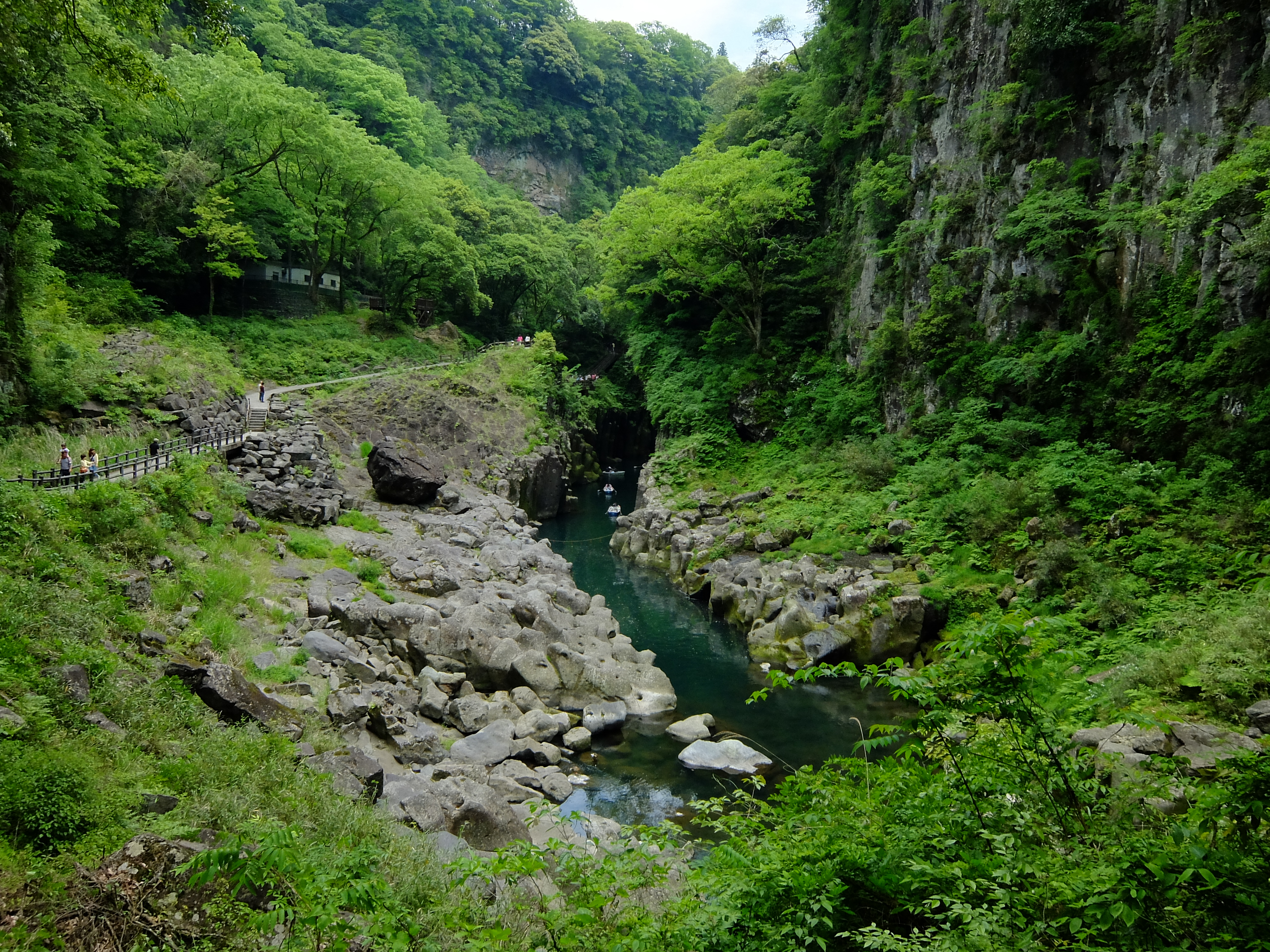
遊歩道（2015年5月）
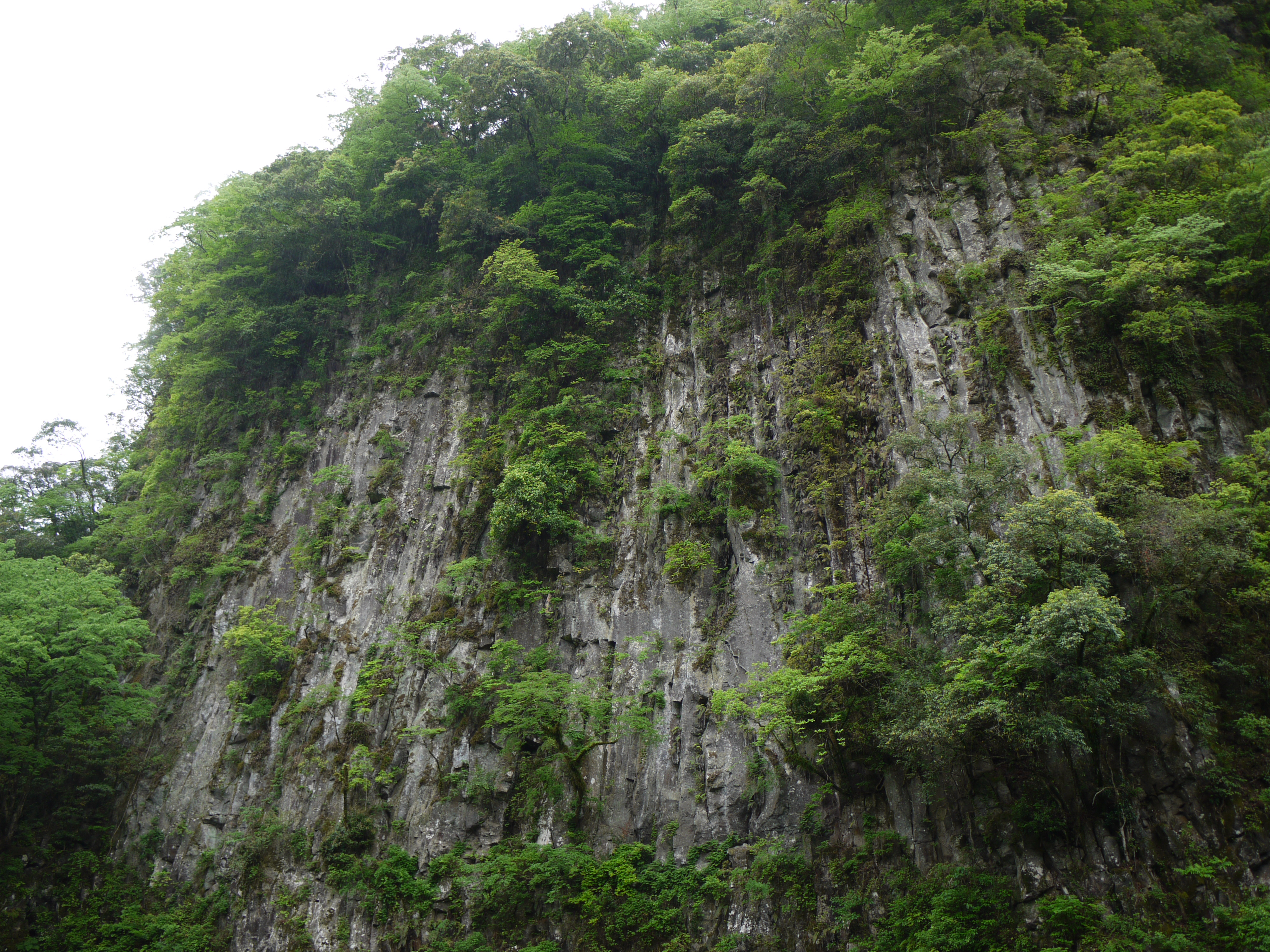
仙人の屏風岩（2011年5月）
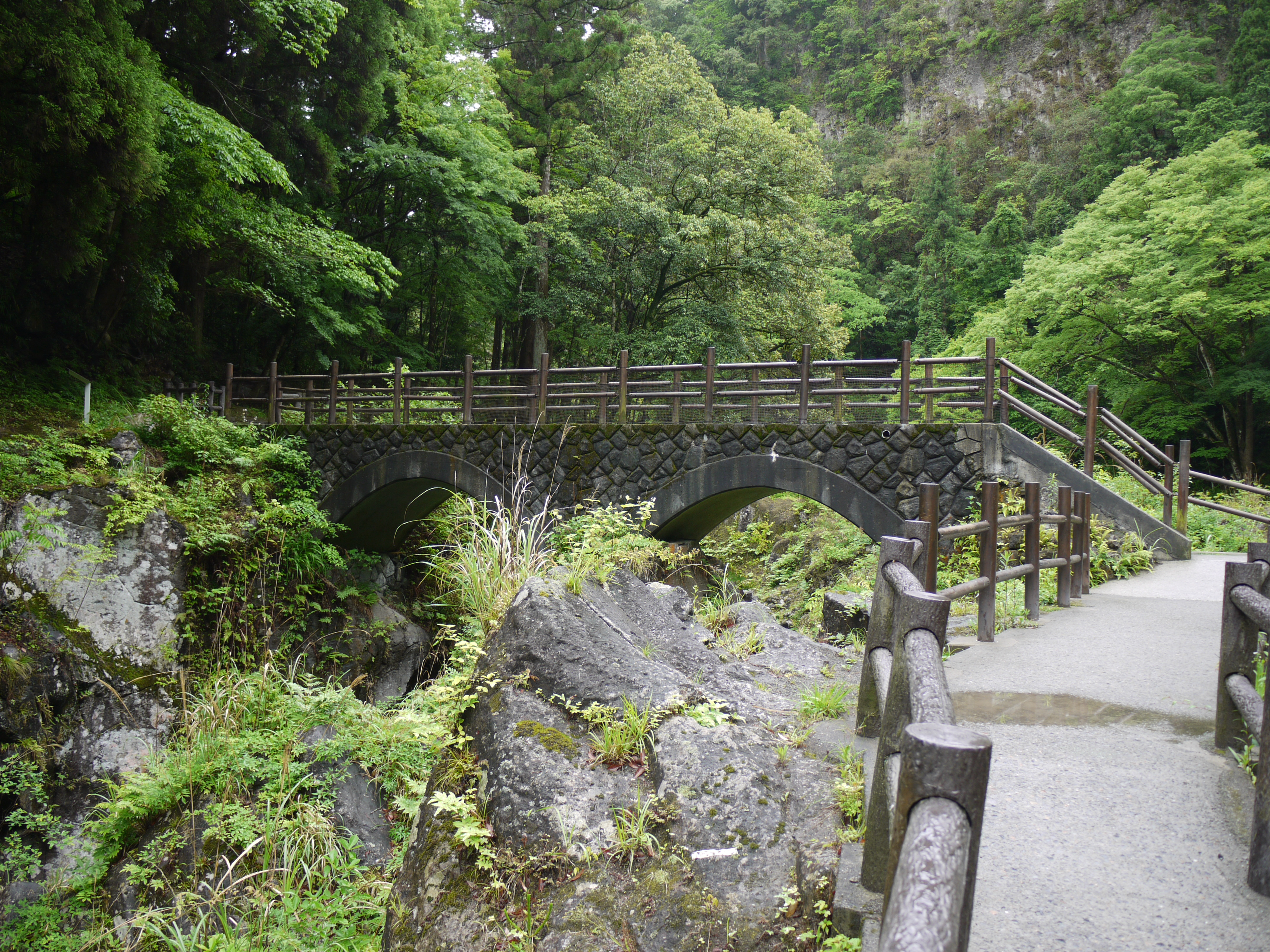
槍飛橋（2011年5月）
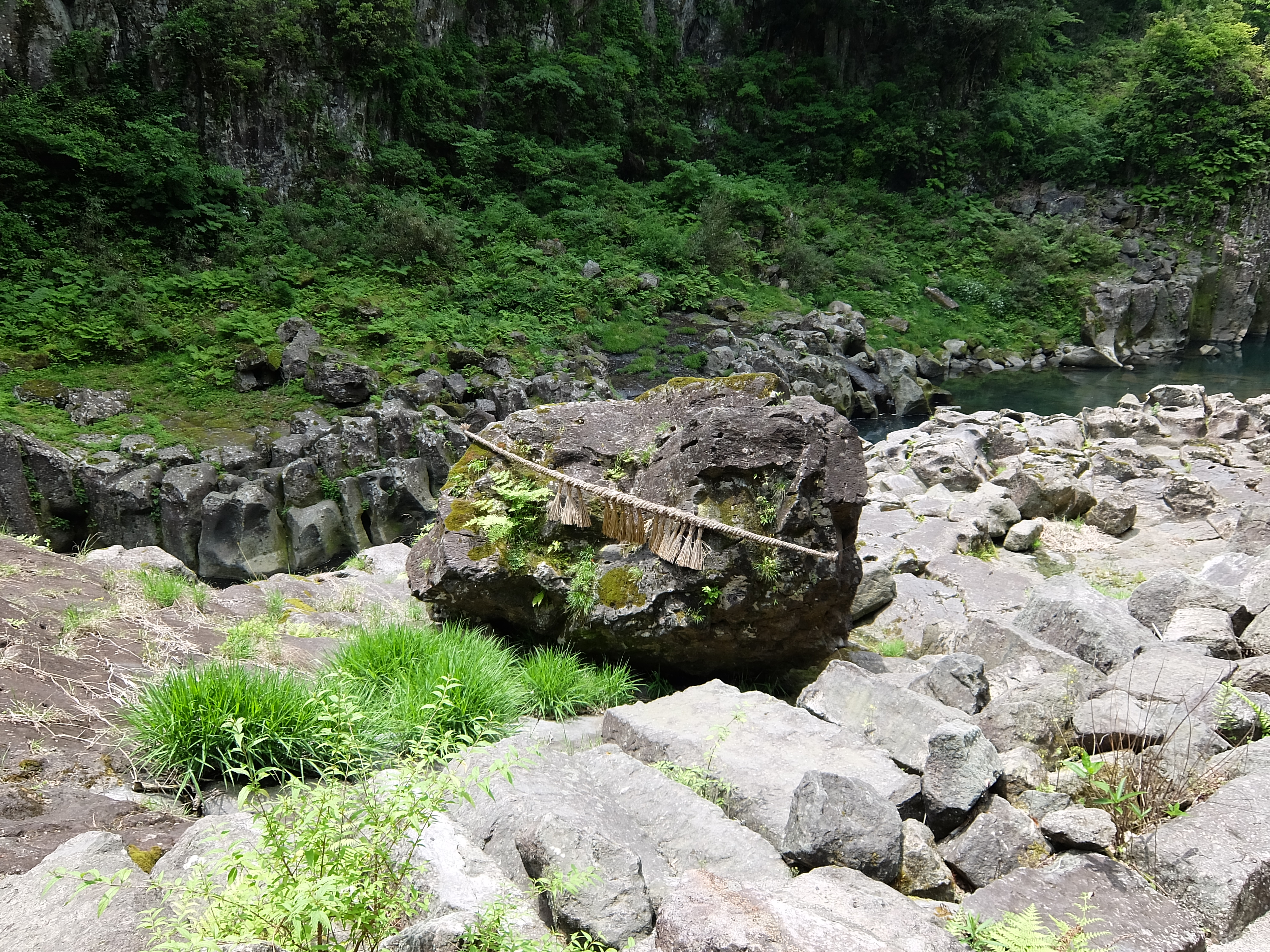
鬼八の力岩（2015年5月）
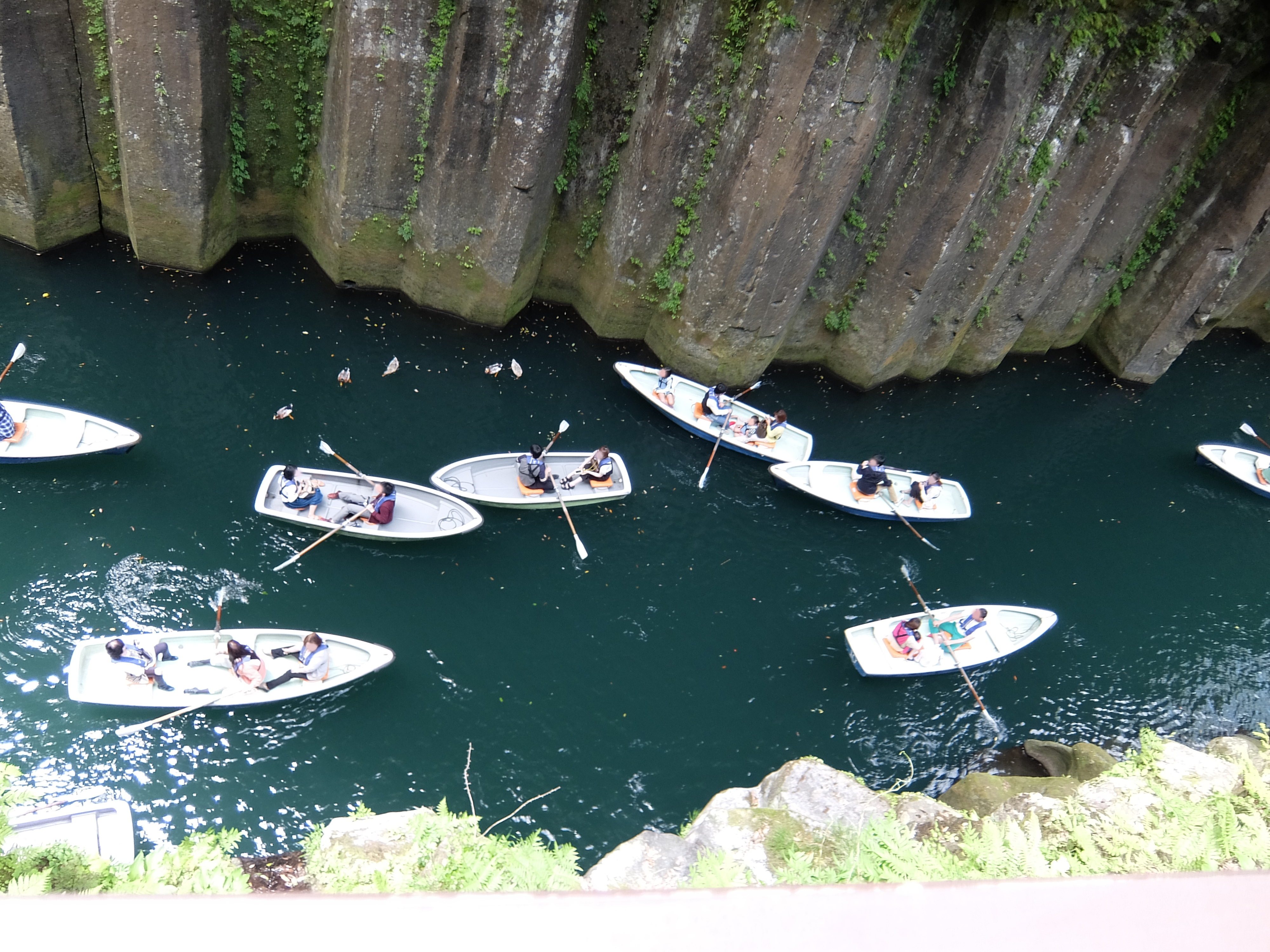
観光シーズンはボートが多数浮かぶ（2015年5月）

## 周辺
- 七ツヶ池と呼ばれる甌穴
- 槍飛橋
- 高千穂峡淡水魚水族館
- 玉垂れの滝
- 高千穂神社
- 天岩戸神社（少し離れている）
- 天安河原（少し離れている）

## 漁業権
高千穂峡は高千穂町が管理しているが、五ケ瀬川水系の共同漁業権は西臼杵漁業協同組合がもっている。貸しボートへの影響を考慮して漁業権の行使を自粛していたが、遊漁者の要望もあり漁業権の行使を理事会で決定した。
2024年（令和6年）3月1日に漁期に入ったヤマメ釣りから解禁された。